# Wayne
Wayne es una serie de televisión web estadounidense de drama, creada por Shawn Simmons, que se estrenó el 16 de enero de 2019, en YouTube Premium. El 16 de agosto de 2019, Wayne fue cancelada luego de una temporada.

## Sinopsis
Wayne sigue a «Wayne», de 16 años de edad, se embarca en un viaje en motocicleta con su nueva enamorada, Del, para recuperar el Pontiac Trans Am del '79 que le robaron a su padre antes de morir.

## Elenco y personajes

### Principales
- Mark McKenna como Wayne McCullough
- Ciara Bravo como Delilah «Del» Luccetti

### Recurrentes
- Joshua J. Williams como Orlando, mejor amigo de Wayne.
- Dean Winters como el papá de Del, padre de Del que cree que Wayne la secuestró.
- Mike O'Malley como el Director Cole, director de la escuela secundaria de Wayne, que es un viejo amigo del padre de Wayne y trata de cuidar de Wayne.
- Stephen Kearin como el Sgto. Geller, un oficial de policía de Brockton que cree que Wayne necesita ayuda.
- James Earl como el oficial Jay, asistente de Geller.

## Episodios
| N.º | Título                                    | Dirigido por         | Escrito por                               | Fecha de lanzamiento original |
| --- | ----------------------------------------- | -------------------- | ----------------------------------------- | ----------------------------- |
| 1 | «Chapter 1: Get Some Then»                | Iain B. MacDonald    | Shawn Simmons                             | 16 de enero de 2019           |
| Wayne, un adolescente violento de Brockton, Massachusetts, se enamora inmediatamente de Del, una chica que aparece en su puerta vendiendo galletas. Mientras habla con Del, Wayne es emboscado por el padre de Del y sus hermanos mayores, donde lo golpean brutalmente. Cuando el padre de Wayne muere de cáncer, Wayne quema su casa con el cadáver de su padre todavía dentro, luego va a la casa de Del. La invita a conducir hasta Florida para recuperar el Pontiac Trans Am del padre Weyne. La familia de Del lo confronta nuevamente, pero los rechaza, mordiendo la nariz de su padre. |                                           |                      |                                           |                               |
| 2 | «Chapter 2: No Priest»                    | Steve Pink           | Shawn Simmons                             | 16 de enero de 2019           |
| Del y Wayne deciden hacer una parada para descansar. La pareja se pelea porque él no sabe hacia dónde se dirige y no pudo completar una tarea sencilla para ella. Del compra unos boletos de autobús para ir a Los Ángeles como plan B, y se pelea con una camarera llamada Tracey, terminando amigándose. Wayne, creyendo que Del lo ha dejado, vuelve al campamento. Allí se encuentra con dos niños que intentan robarle sus pertenencias. Después de hablar con ellos, decide buscar combustible para su moto y encontrar a Del. En su búsqueda, es secuestrado por Kyra y Jamie, luego de que invadiera un campo de golf y Jamie le disparara con una escopeta. Sin embargo, Del y Tracey logran rescatarlo, y la pareja continúa su viaje. Mientras tanto, en Brockton, la familia de Del y dos oficiales de policía de Brockton (el sargento Geller y el oficial Jay) se disponen a perseguir a Wayne y Del. |                                           |                      |                                           |                               |
| 3 | «Chapter 3: The Goddamned Beacon of True» | Steve Pink           | Rhett Reese & Paul Wernick                | 16 de enero de 2019           |
| Wayne y Del se refugian en un motel y pronto se encuentran con unos estudiantes universitarios que se van de vacaciones de primavera. Después de huir de la policía local, rápidamente se dan cuenta de que una prostituta, que los ayudó a entrar al motel le ha robado todo el dinero. Mientras tanto, Orlando, el mejor amigo de Weyne, convence al director Cole para que lo ayude a encontrar a Wayne después de que Orlando se da cuenta de que la familia de Del puede matar a Wayne. |                                           |                      |                                           |                               |
| 4 | «Chapter 4: Find Something Black to Wear» | Tessa Hoffe          | Sarah Jane Cunningham & Suzie V. Freeman  | 16 de enero de 2019           |
| Wayne y Del intentan ganar algo de dinero. Wayne consigue un trabajo como jornalero en una obra en construcción mientras Del intenta empeñar algunas de sus pertenencias. Wayne ataca a su empleador después de enterarse de que estaba tratando de deportar a los trabajadores inmigrantes a México, clavándole las manos a su camioneta. Del conoce a una viuda afligida y decide que ella y Wayne deberían ir al funeral del marido. Mientras tanto, Carl y Teddy celebran su cumpleaños mientras su padre está borracho. Se dan cuenta de que los ha maltratado y aceptan golpearlo, pero reciben un mensaje de Del deseándoles un feliz cumpleaños y deciden dejar de lado sus problemas con su padre para poder encontrarla. |                                           |                      |                                           |                               |
| 5 | «Chapter 5: Del»                          | Tessa Hoffe          | Lauren Hoseman                            | 16 de enero de 2019           |
| Los flashbacks muestran la vida familiar de Del un año antes de conocer a Wayne y cómo intenta encajar en la escuela a pesar de su madre estafadora. Su familia es disfuncional, pero tienen buenas intenciones y se esfuerzan por ella, como se ve cuando intentan ayudarla cuando se postula para presidenta de la clase. Después de la muerte de su madre, el padre de Del se hunde más en el alcoholismo, su padre y sus hermanos se vuelven más crueles y ella se deprime y desarrolla su personalidad cínica. |                                           |                      |                                           |                               |
| 6 | «Chapter 6: Who Even Are We Now?»         | Stephanie Laing      | Sophie Pustil & Paul Jaffe                | 16 de enero de 2019           |
| Cuando Del es confundida con una desertora de una escuela de Georgia, se hace amiga de algunos de los lugareños y considera quedarse. Ella y Wayne son invitados a un baile, y mientras se preparan, Wayne nota el boleto de autobús y deja a Del. Después un pizzero lo convenzca un poco, Wayne asiste al baile y los dos se reconcilian. Comparten un momento tierno, pero son interrumpidos cuando la familia de Del los alcanza y les tiende una emboscada. Sin embargo, Wayne es salvado por los lugareños y se va en moto con Del. Mientras tanto, Orlando ayuda a su director a hacer un buen discurso para su conferencia. |                                           |                      |                                           |                               |
| 7 | «Chapter 7: It'll Last Forever»           | Stephanie Laing      | Shawn Simmons                             | 16 de enero de 2019           |
| Después de la pelea en el baile de la escuela, los nuevos amigos de Del obligan a Wayne a tomar analgésicos cuando se niega a ir a la sala de emergencias. Más tarde, Wayne le dice a Del que su padre se está muriendo en el hospital después de enterarse de ello en las noticias. Ella procede a pedirle que la lleve allí para ver a su padre. Resulta ser una trampa de la policía para atraparlos, pero Del quiere visitarlo de todos modos. A pesar de admitir que Wayne odia los hospitales debido al cáncer de su padre, acepta ayudarla a colarse. Comparten un beso en la morgue, y Del visita a su padre. Ella le da una bebida y le dice que se va. Mientras están allí, Wayne y Del se encuentran con Geller, lo agreden y se escapan, lo que llevó a Geller a ser más firme en su compromiso de atrapar a Wayne. |                                           |                      |                                           |                               |
| 8 | «Chapter 8: Musta Burned Like Hell»       | Michael Patrick Jann | Spencer Sloan                             | 16 de enero de 2019           |
| Wayne y Del finalmente llegan a Ocala, Florida, y encuentran el auto de su padre por casualidad en una gasolinera. Wayne lo rastrea y se reencuentra inesperadamente con su madre. Wayne también conoce a su hermanastro, Reggie, y a su padrastro, Calvin. Wayne intenta relacionarse con su madre mientras Del intenta advertirle que ella lo lastimará nuevamente. Wayne confronta a Del sobre el boleto de autobús que compró antes, y Del revela que ese era su plan B. Mientras tanto, Orlando y el director Cole se distraen en un club de striptease. |                                           |                      |                                           |                               |
| 9 | «Chapter 9: Thought He Was Friend»        | Michael Patrick Jann | Greg Coolidge & Kirk Ward                 | 16 de enero de 2019           |
| Del abandona a Wayne y se va por su cuenta. Cuando Wayne intenta relacionarse con su madre, esta le revela que tiene que irse. Furioso, destroza la casa y planea robar el auto de su padre e ir tras Del. Desafortunadamente, Calvin y Reggie lo atrapan. Mientras tanto, Orlando y Cole evitan por poco atropellar a un perro y se topan con una pista sobre el paradero de Wayne, además de encontrar a Del. Mientras se encuentran con Del, ella y Orlando se unen, donde Orlando revela cómo él y Wayne se convirtieron en mejores amigos. Wayne había acudido a él en busca de ayuda para lidiar con un grupo de acosadores que chantajeaban a una niña con un video. Cuando Del pregunta qué había en el video, y Orlando dice que era una mujer drogada, Del se da cuenta de que ella era la niña a la que ayudó. Luego, Del decide rescatar a Wayne con Orlando y el director Cole. Geller y Jay encuentran a Wayne, pero Reggie noquea a Jay. Mientras se ve obligado a pelear con Calvin, Geller revela que cumplió 817 días en prisión por un crimen que no cometió mientras estaba en Tailandia, donde se vio obligado a aprender a pelear para sobrevivir. Derrota a Calvin en una pelea uno a uno (con algo de ayuda de Wayne) y libera a Wayne. Sin embargo, Geller le dice a Wayne que está bajo arresto. |                                           |                      |                                           |                               |
| 10 | «Chapter 10: Buckle the F**ck Up»         | Steve Pink           | Shawn Simmons, Greg Coolidge, & Kirk Ward | 16 de enero de 2019           |
| Wayne es retenido en la estación de policía de Ocala, donde Geller finalmente hace que Wayne se dé cuenta de su error y de que necesita a Del. Después de ponerse al día con la madre de Wayne, Del le pregunta dónde está y luego va tras él. Geller recibe un informe sobre la escena de un crimen, pero resulta ser una artimaña de Reggie para obtener el auto después de que fue incautado. Reggie ataca al único policía que queda en la estación y le roba las llaves. Antes de irse, ve a Wayne encerrado y lo ataca. Los dos tienen una pelea prolongada, que resulta en que el brazo de Wayne sea aplastado por un gabinete de metal. Antes de que Reggie pueda matarlo, Del aparece y los dos lo noquean. Después de derrotar a Reggie, los dos entran en el auto de Wayne, con Wayne apenas conservando la conciencia y Del planeando llevarlo a un hospital. Mientras tanto, Cole y Orlando ayudan a la nueva perra de Cole a dar a luz, donde la madre de Wayne y Cole se unen. Geller regresa a la estación de policía y descubre a Reggie. Mientras conduce, Del intenta confesar su amor por Wayne, pero él se le adelanta. De repente, el padre de Del choca contra ellos y deja a Del inconsciente. Se llevan a Del lejos de Wayne y el padre de Del mutila la nariz de Wayne en represalia por morderse la suya, dejándolo morir. Una ambulancia lo encuentra horas después, todavía arrastrándose hacia el collar de Del que perdió en la carretera. Al final, arrestan a Wayne, pero se queda con su collar. |                                           |                      |                                           |                               |

## Producción

### Desarrollo
El 7 de diciembre de 2017, se anunció que YouTube había ordenado la producción del episodio piloto. La serie fue creada por Shawn Simmons y será producida por Rhett Reese, Paul Wernick, Greg Coolidge, y Kirk Ward. El episodio piloto fue programado para ser escrito por Simmons y dirigido por Iain B. MacDonald.
El 23 de abril de 2018, se anunció que YouTube aceptó el piloto y que había pedido una primera temporada que constaba de diez episodios. El 19 de noviembre de 2018, se anunció que la serie se estrenaría el 16 de enero de 2019.

### Casting
El 7 de diciembre de 2017, se confirmó que Mark McKenna y Ciara Bravo protagonizarían la serie. El 23 de abril de 2018, se informó que Joshua J. Williams había sido elegido para un papel recurrente y que Dean Winters y Mike O'Malley harían apariciones como invitados en el episodio piloto.

### Rodaje
El rodaje del episodio piloto tuvo lugar en Toronto, Ontario, Canadá y duró hasta el 12 de diciembre de 2017. La filmación para el resto de la serie comenzó el 11 de junio de 2018 en Toronto, Ontario, Canadá, y se programó para durar hasta el 16 de agosto de 2018.